# Andaluzijski konj
Andaluzijski konj, poznat i kao čistokrvni španjolski konj ili PRE (špa. pura raza española) pasmina je konja s Iberijskog poluotoka, čiji su preci živjeli tisućama godina. 
Priznat je kao zasebna pasmina od 15. stoljeća, a njegova se građa kroz stoljeća vrlo malo promijenila. Kroz povijest bio je poznat po svome junaštvu kao ratni konj, a plemstvo ga je cijenilo. Španjolska vlada koristila je ovu pasminu kao diplomatsko oružje, a kraljevi diljem Europe jahali su i posjedovali španjolske konje. Tijekom 19. stoljeća, rat, bolesti i križanje dramatično su smanjili veličinu stada, a unatoč određenom oporavku u kasnom 19. stoljeću, trend se nastavio u ranom 20. stoljeću. Izvoz iz Španjolske bio je ograničen do 1960-ih, ali se pasmina od tada proširila po cijelom svijetu, unatoč maloj populaciji. U 2010. bilo je više od 185,000 registriranih andaluzijskih konja diljem svijeta.
Andaluzijski pastusi i čistokrvni konji u prosjeku su visoki u grebenu 156 cm i teški 512 kg; kobile prosječno 154 cm i 412 kg. Španjolska vlada odredila je minimalnu visinu za registraciju u Španjolskoj na 152 cm za mužjake i 150 cm za kobile - ovaj standard slijedi Španjolska udruga uzgajivača čistokrvnih španjolskih konja („Asociación Nacional de Criadores de Caballo de Pura Raza Española” ili ANCCE) i Udruga australskih andaluzijskih konja. Španjolsko zakonodavstvo također zahtijeva da, kako bi životinje bile odobrene kao "kvalificirana" ili "elitna" rasplodna grla, ždrijebe mora biti visoko najmanje 155 cm, a kobila najmanje 153 cm.

## Galerija
- Andaluzijski konj u konjičkom sportu.
- U kasu.
- Na slici iz 1743. godine.
- Dresura.